# Ростсільмаш (завод)

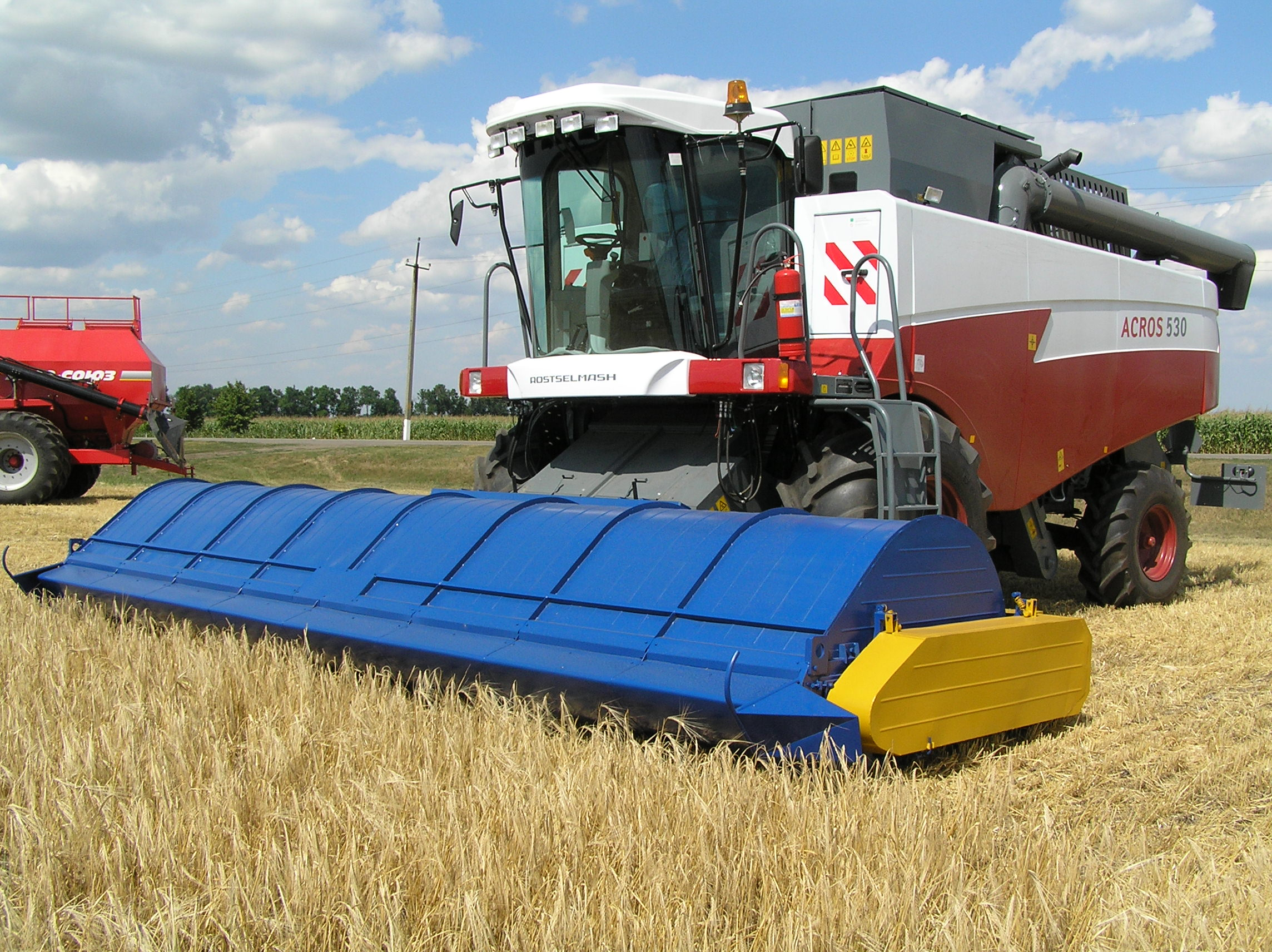
Комбайн Acros 530

Ростсільмаш (РСМ) — радянське і російське підприємство, що виробляє зернозбиральні комбайни, трактори, ґрунтообробну та посівну техніку, та техніку для захисту рослин.

## Загальна характеристика
Є найбільшим на Півдні Росії підприємством. Компанія входить в Промисловий Союз «Новоє Содружество».
На частку заводу припадає 17 % світового ринку сільгосптехніки та 65 % російського.
Загальна чисельність працівників компанії Ростсільмаш, з урахуванням дочірніх підприємств, становить близько 10 тис. осіб. Безпосередньо на заводі працюють 5,8 тис. осіб (на січень 2009).

## Продукція
- Дон-1500
- СК-5 Нива
- Vector 410
- Acros 595 Plus
- Torum 750
- Torum 785
- RSM 161
- Nova S300